# Province de Bretagne
Pour les articles homonymes, voir Bretagne (homonymie).
Ne doit pas être confondu avec Bretagne (province romaine).
1532–1790
Entités précédentes :
- Duché de Bretagne

Entités suivantes :
- Côtes-du-Nord
- Finistère
- Ille-et-Vilaine
- Loire-Inférieure
- Morbihan

La province de Bretagne est une province française intégrée au royaume de France à la suite de l'acte d'union de la Bretagne à la France en 1532 et dissoute à la suite de la Révolution française de 1789.
Elle connaît un âge d'or s'étalant du XVIe siècle au XVIIe siècle favorisé par le retour de la paix et par l'essor économique consécutif. À cette époque apparaissent des signes de sa prospérité comme les enclos paroissiaux.
L'avènement de Louis XIV et le retour des guerres amène sa ruine économique, et des révoltes de populations comme la Révolte du papier timbré en 1675.
La fin de la période est marquée par une usure du pouvoir royal dans la région. C'est dans ce contexte favorable aux idées des lumières que s'illustrent parmi les premières figures de la révolution française, notamment lors des Journées des bricoles en janvier 1789 à Rennes, puis par la création du club des jacobins à Paris.

## Âge d'or desXVIeetXVIIesiècles

### Altération du pouvoir local au profit de la royauté
À la suite de son union avec la France en 1532, la Bretagne cesse d'avoir des relations politiques directes avec des pays étrangers ; l'économie bretonne devient tributaire des choix royaux. La province dispose cependant de certaines libertés prévues par l'Édit d'Union, et de certaines administrations propres. Les États de Bretagne, états généraux possédant certaines attributions politiques et administratives, ont alors à leur tête un gouverneur choisi par le pouvoir royal, et sont composés de représentants des trois ordres globalement dominés par la noblesse. Ils se basent juridiquement sur la coutume de Bretagne qui leur garantit trois libertés fondamentales : l'absence de levée d'impôt sans accord préalable de la part des États, les Bretons ne sont justiciables que devant les tribunaux bretons et selon la coutume, et les charges ecclésiastiques ne peuvent échoir qu'à des Bretons. À cette première institution s'ajoute le Parlement de Bretagne, cour de justice crée en 1554 et siégeant à partir de 1561 à Rennes. Il est constitué de seize Bretons et de seize non-Bretons auxquels s'ajoute un président non breton. Le Parlement et les États s'opposent régulièrement au pouvoir royal, et ce dernier est souvent amené à jouer sur la rivalité entre ces deux institutions pour affirmer son autorité.

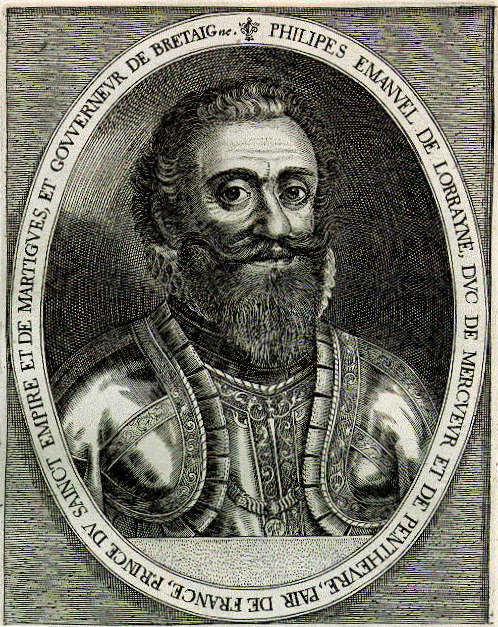
Le duc de Mercœur tente en 1589 et 1598 de se constituer une principauté autonome en Bretagne.

Les premières oppositions entre le pouvoir royal et la Bretagne sont dans un premier temps masquées par des tensions religieuses, prenant pour fond les guerres de religion qui voient l'opposition des Catholiques et des Huguenots. La Réforme a alors peu de prise dans la province en raison de son éloignement et se concentre principalement en Haute-Bretagne dans les principaux centres urbains, concernant presque exclusivement la noblesse. L'opposition au pouvoir royal d'Henri III commence lorsque celui-ci veut imposer la levée de 40 000 hommes aux villes closes en 1574, puis à créer des offices qui grèvent le budget provincial les années suivantes. L'assassinat du duc de Guise, chef de la Ligue catholique, par Henri III en 1588 cristallise cette résistance. Le duc de Mercœur, beau-frère du roi et gouverneur de Bretagne profite de la situation pour tenter de se tailler un pouvoir propre en Bretagne et tirant profit de l'opposition locale au pouvoir royal. L'assassinat d'Henri III en 1589 déclenche le début d'une guerre de succession, l'héritier désigné, le duc de Navarre étant protestant. En Bretagne, chaque camp fait appel à des alliés étrangers, espagnols pour les Catholiques qui s'installent à Brest, ou anglais pour les Protestants qui s'installent à Paimpol. La région est divisée. Les brigands et les jacqueries font des ravages et le duc de Mercœur ne parvient pas à assoir son pouvoir sur la Bretagne. La conversion d'Henri IV au catholicisme, puis la signature de l'Édit de Nantes en 1598 permettent de rassoir le pouvoir royal sur la province.
Le premier quart du XVIIe siècle est marqué par les intrigues du gouverneur suivant, le duc de Vendôme, qui complote contre la régente Marie de Médicis puis contre son beau-frère le roi Louis XIII. Le duc de Vendôme ne parvient cependant pas à obtenir le soutien des notables locaux ou de la population. À la demande des États, il est démis de sa charge et son remplacement est demandé. Richelieu en profite pour se faire nommer à cette fonction, ce qui lui permet les années suivantes de saper le pouvoir provincial, d'obtenir la création de diverses charges et d'augmenter à plusieurs reprises les dons gratuits. Ce processus de centralisation va encore s'accentuer sous la régence d'Anne d'Autriche.

### Prospérité économique
Dans le domaine maritime, la Bretagne connaît une évolution de ses activités. Le roulage est florissant jusqu'au milieu du XVIe siècle avant de connaître un déclin. En effet, pendant la guerre de la Ligue, la plupart des ports bretons à l'exception de Brest prennent parti pour les Catholiques ; leurs convois deviennent la cible des corsaires anglais ou rochelais. Cette activité reprend modérément une fois la paix revenue en 1598, mais doit faire face à de nouvelles limitations. Sur le plan technique, les ports bretons, nombreux mais de tailles modestes, sont handicapés par la hausse du tonnage des navires. Politiquement, la fin de l'indépendance empêche les Bretons d'envoyer des ambassadeurs à l'étranger pour défendre leurs intérêts, et la politique française tournée vers la guerre est un frein au commerce. Enfin humainement, les Bretons se limitent aux métiers de marins peu rémunérateurs sans pour autant devenir des marchands, limitant l'entrée de richesses dans la région. Dans le même temps le cabotage, qui prend le pas sur le roulage, va connaître un pic d'activité vers 1670 avant de subir à son tour le déclin.
La physionomie du littoral se modifie également : alors qu'au milieu du XVIe siècle on compte environ 130 ports répartis sur l'ensemble du littoral, le XVIIe siècle connaît une contraction des activités sur des ports de taille moyenne comme Audierne ou Pénerf et surtout vers les trois grands ports de l'époque que sont Morlaix (et ses avant-ports de Saint-Pol-de-Léon et de Roscoff), Nantes et Saint-Malo.
L'ingérence encore limitée de l'autorité royale, qui permet aux Bretons de gérer au mieux de leurs intérêts leur propre économie, et le commerce maritime florissant permettent à la balance commerciale bretonne d'être largement positive pendant ces deux siècles. Les exportations concernent des produits comme les céréales (notamment le Trégor et la côte sud allant de l'embouchure de la Vilaine à celle de la Laïta) vers la péninsule Ibérique et surtout les toiles de lin et de chanvre dont la valeur à l'exportation va jusqu'à atteindre 9 à 10 millions de livres dans les années 1690 dans le Trégor, le Léon ou le pays de Saint-Malo). Enfin, la position de la Bretagne à mi-chemin entre le nord et le sud de l'Europe lui permet de facilement redéployer ses activités en fonction de la conjoncture, profitant au XVIe siècle de la prospérité espagnole, puis au siècle suivant de celles de la Hollande et de l'Angleterre.

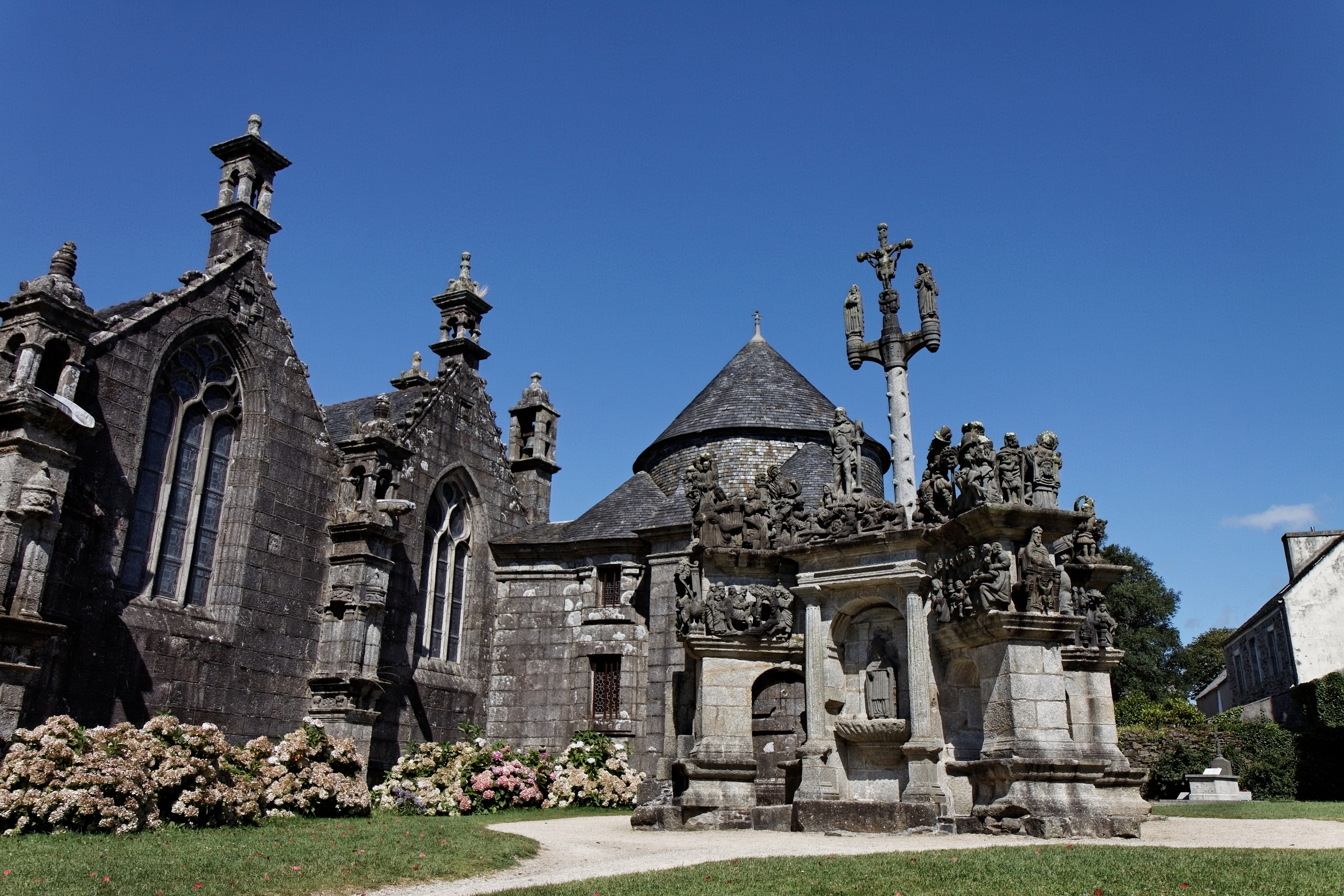
L'Enclos paroissial de Guimiliau, expression artistique permis par l'enrichissement de la province à l'époque.

Cette prospérité économique draine une quantité importante de matériaux précieux en Bretagne. Ainsi entre 1581 et 1590 l'hôtel de la Monnaie de Rennes est le premier de France, loin devant celui de Paris. Entre 1551 à 1610 les hôtels de Rennes et de Nantes frappent à eux deux 35 % de l'argent français ; cette proportion tombe cependant à 16 % pour la période 1610-1680, une partie de la production étant centralisée à Paris. Cet enrichissement permet le développement des arts et un accroissement significatif de la construction de châteaux seigneuriaux et de grandes demeures de marchands. L'enrichissement des juloded permet par ailleurs la construction de nombreuses églises richement décorées et d'enclos paroissiaux, particulièrement en basse-Bretagne. Cette prospérité est aussi à l'origine de l'introduction de styles artistiques étrangers dans la région. Les artistes de la marine royale travaillant à l'arsenal de Brest et formés au classicisme sont ainsi amenés à travailler pour des paroisses du Léon et de Cornouaille.

### Essor démographique fort et évolutions sociétales
Dans le domaine de l'agriculture, peu d'évolutions techniques sont notables à cette époque. En dehors de la ceinture dorée qui bénéficie d'engrais marins comme le maërl, le goémon ou le varech, les terres siliceuses favorisent l'élevage par rapport aux cultures. De plus, des techniques largement répandues comme l'étrépage ou l'écobuage tendent à appauvrir les sols. Le froment est cultivé en majorité dans le long des côtes nord et sud, alors que le seigle, plus adapté aux sols pauvres, est cultivé dans l'intérieur. L'arrivée de la culture du sarrasin au début du XVIe siècle va changer la donne, celui-ci s'adaptant très bien aux sols pauvres de l'intérieur tout en présentant des rendements très importants pour l'époque. Cela permet de réserver les sols riches à des céréales plus nobles destinées aux exportations. L'élevage, principalement bovin, est aussi particulièrement développé comparé au reste du royaume, ce qui permet une économie rurale plus diversifiée et permettant de compenser les mauvaises récoltes qui dans d'autres régions causent des crises démographiques.

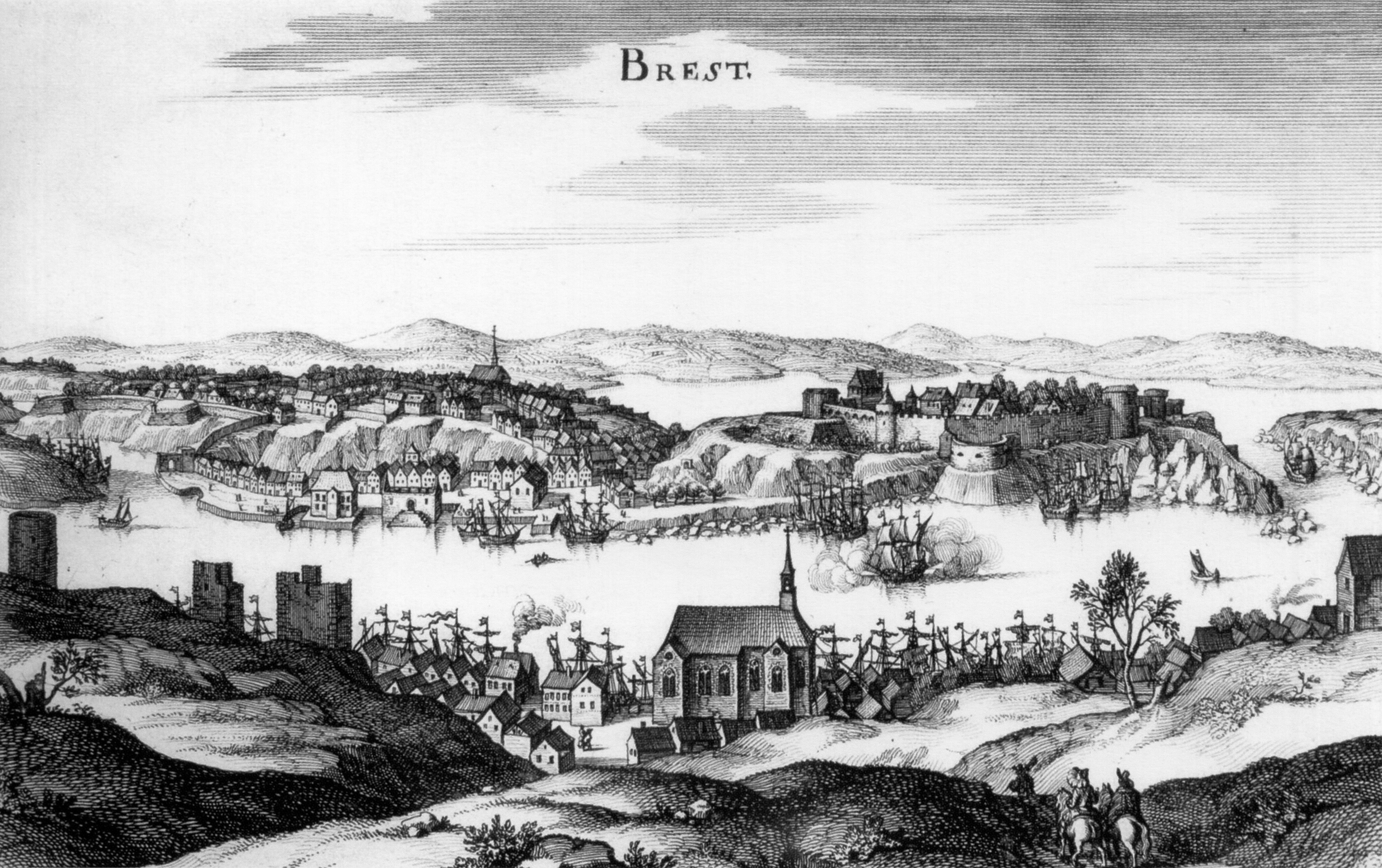
Brest s'affirme comme un port majeur à partir de la fin du XVIIe siècle.

Sur le plan démographique, la Bretagne se singularise du reste de la France. Alors qu'au XVIe siècle une forte hausse puis un ralentissement démographique sont enregistrés partout ailleurs, la population bretonne connaît une nouvelle dynamique de hausse après la fin de ce siècle, pour atteindre un maximum  vers 1670-1680. La région connaît alors une densité de population du même ordre que les régions européennes les plus développées comme l'Italie du nord ou les Pays-Bas. Cette croissance touche cependant différemment les zones rurales et urbaines : dans ces dernières la hausse est plus forte, surtout dans les zones côtières. Entre la fin du XVe siècle et la fin du XVIe siècle, Nantes passe ainsi de 14 000 à 25 000 habitants et Saint-Malo de 4 000-5 000 à 10 000-11 000 habitants. D'autres villes comme Vannes, Quimper, Morlaix ou Saint-Brieuc connaissent elles aussi une progression démographique sans pour autant atteindre le seuil des 10 000 habitants. Les campagnes doivent, elles, compter avec un exode rural dû à l'attractivité des villes, mais aussi avec des crises comme la guerre de la Ligue à la fin du XVIe siècle qui y réduit fortement le nombre de baptêmes. Vers la fin du XVIIe siècle, la population de la province atteint les 2 millions d'habitants, contre 1,3 à 1,5 million à la fin du XVe siècle, soit 10 % de la population du royaume. À la même époque Nantes compte 40 000 habitants, Saint-Malo 25 000, et Rennes entre 15 et 20 000 habitants. La fin du roulage pénalise de petits ports comme Le Croisic, Le Conquet, ou Roscoff, alors que d'autres ports bénéficient d'importants développement guidés par des investissements extérieurs : Brest sous l'action de Colbert, qui décide d'en faire un port militaire de premier ordre, passe de 2 000 habitants en 1661 à 15 000 habitants au début du XVIIIe siècle ; Lorient créée ex nihilo en 1666 par la Compagnie française pour le commerce des Indes orientales compte 6 000 habitants en 1702. L'évolution de la population rurale est plus irrégulière et les dynamiques varient d'un pays à l'autre.
La religion catholique connaît un regain de vitalité à l'époque, et influence grandement certaines formes artistiques. La province compte environ un prêtre pour cent-cinquante habitants, mais le haut clergé est caractérisé par son absentéisme. Les missions lancées à la suite du concile de Trente permettent de nombreuses conversions et sont à l'origine de l'usage des taolennoù pour enseigner la religion à des Bretons encore grandement illettrés. Un important répertoire de cantiques se constitue à partir du début du XVIIe siècle en empruntant des airs et des paroles de gwerzioù. Une forme de syncrétisme est aussi perceptible à l'époque avec l'utilisation de la figure de l'ankou par des missionnaires et son entrée dans la décoration des églises, mais aussi avec la christianisation de monuments païens comme le Menhir de Saint-Uzec.

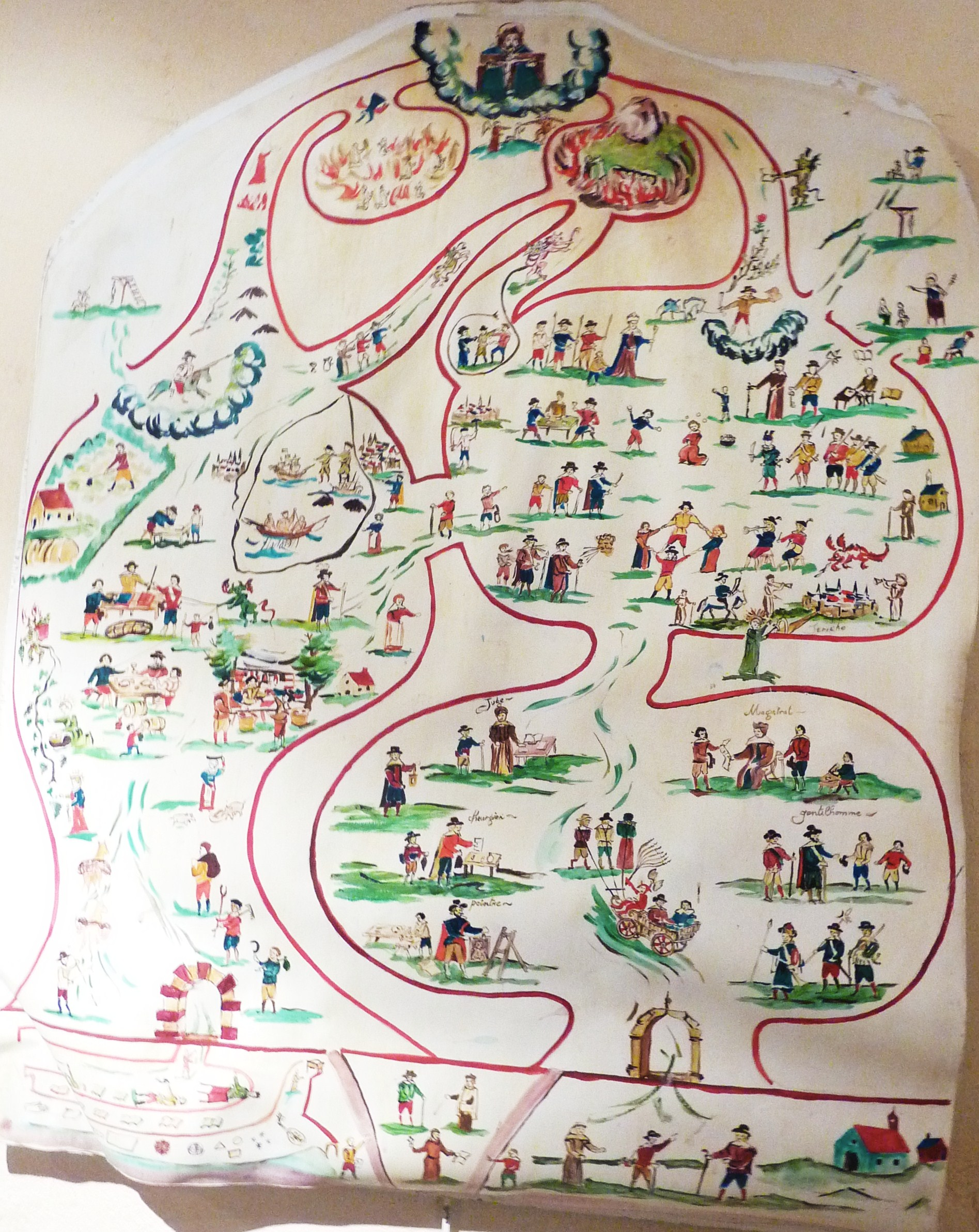
Taolenn utilisé par Michel Le Nobletz au XVIIe siècle.
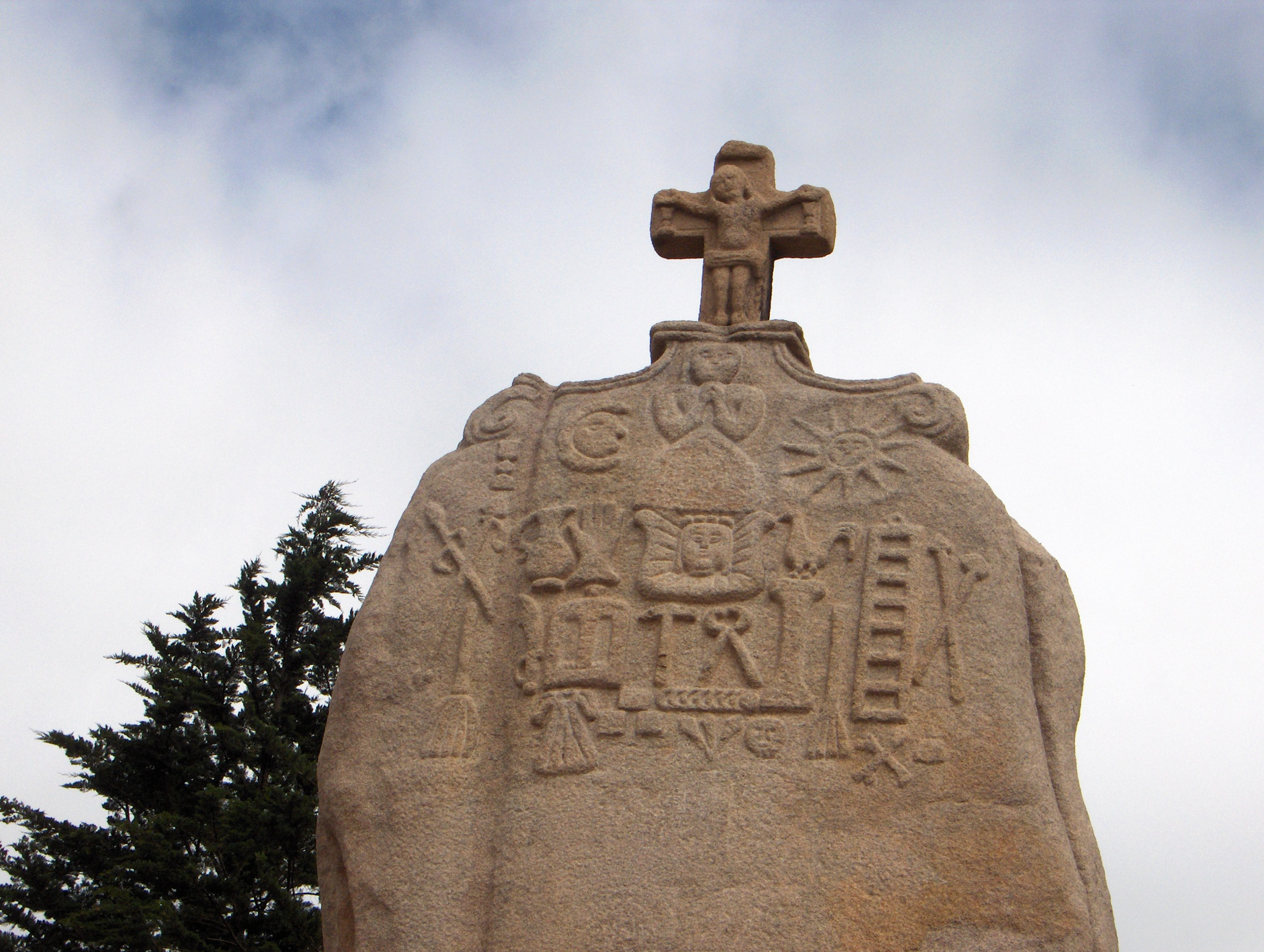
Menhir de Saint-Uzec christianisé.
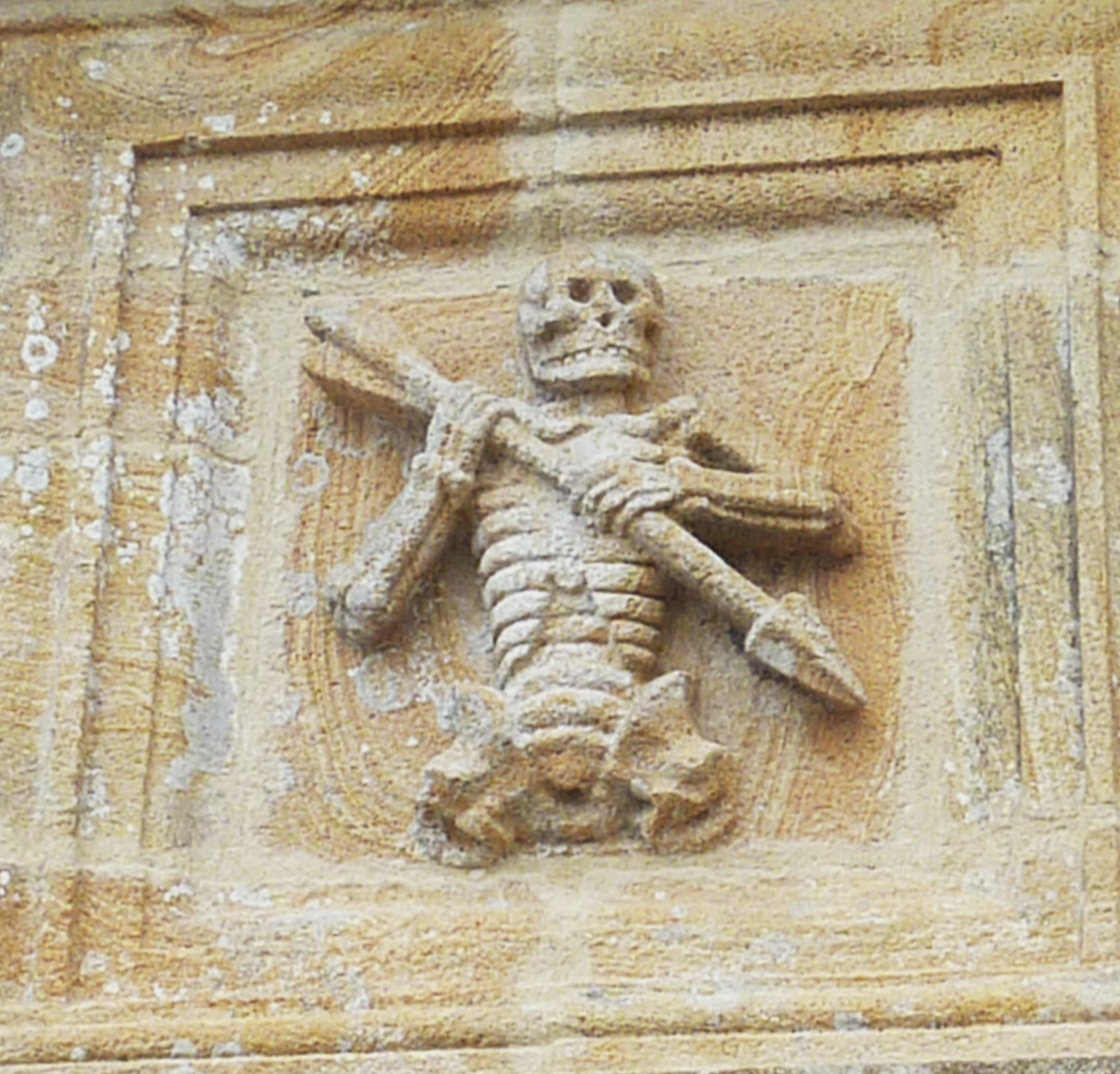
Ankou présente sur l'ossuaire de Ploudiry.
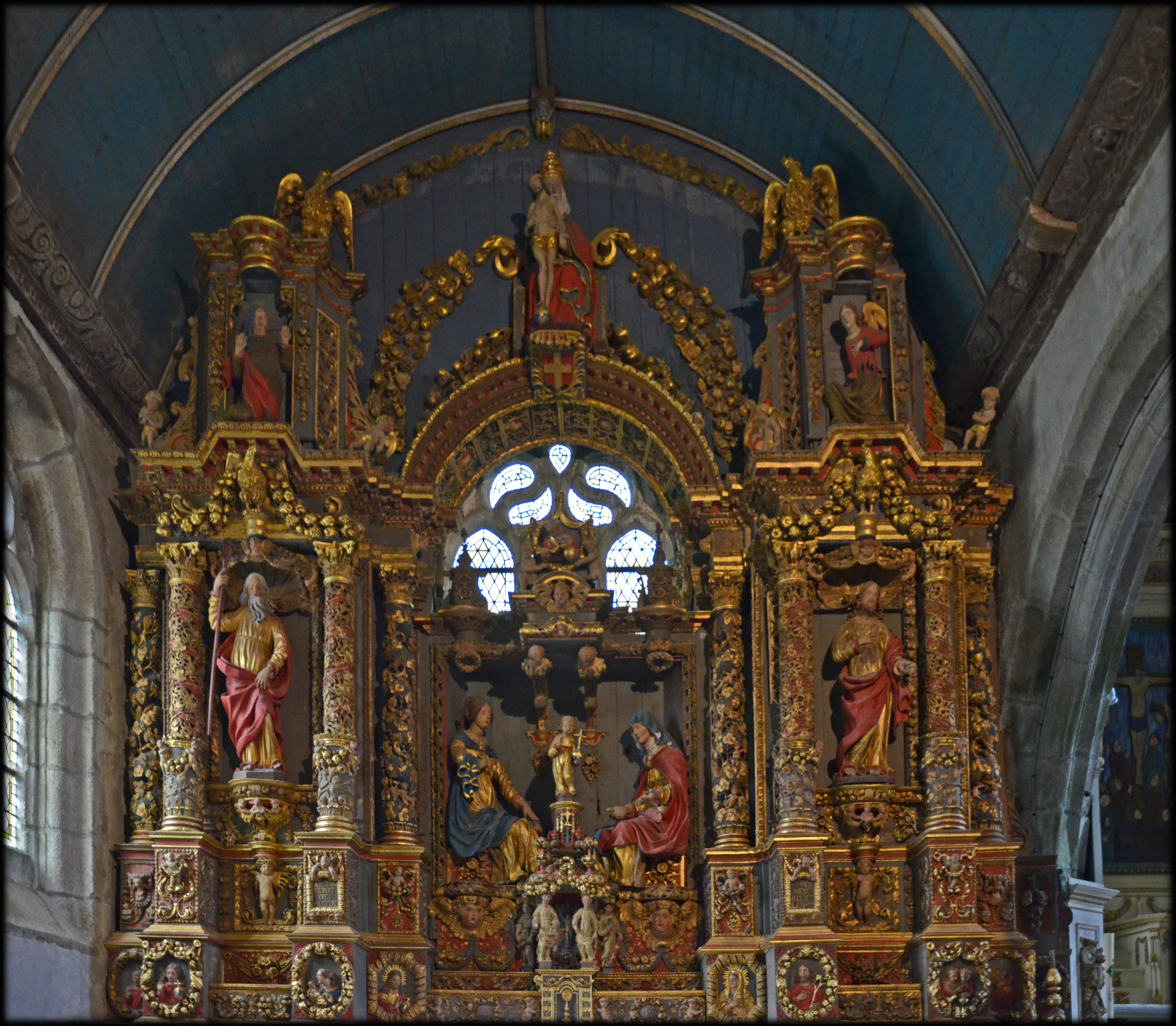
Retable richement décoré de l'église de Commana.

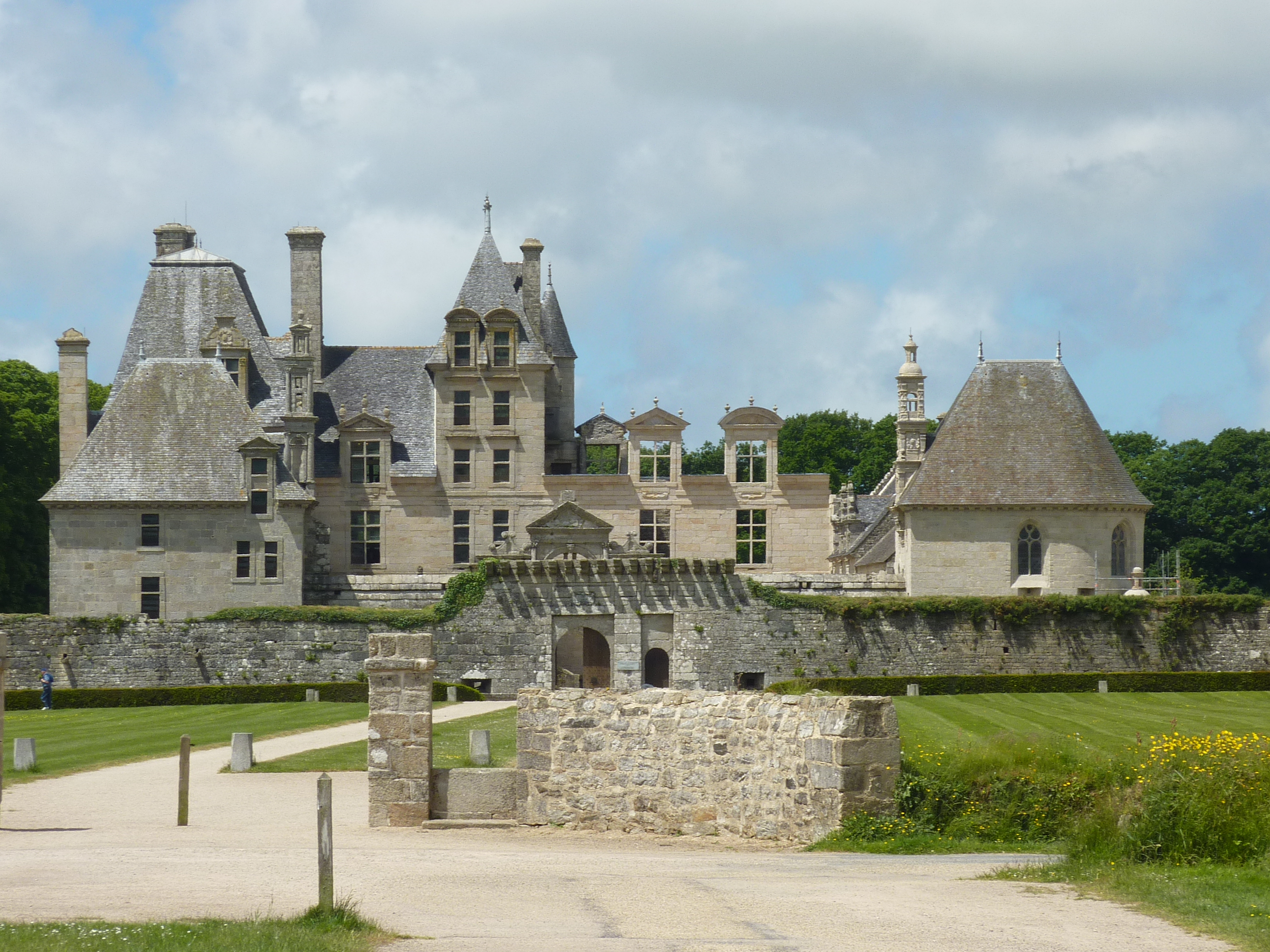
Le château de Kerjean, construit à la fin du XVI, est représentatif de l'architecture Renaissance en Bretagne.

Sur le plan culturel, il existe une littérature en langue française, sous l'influence grandissante d'éléments extérieurs à la province, et traitant de sujets profanes ou religieux. La production en langue bretonne existe également mais se fait à l'oral ; les contes et chansons populaires sont connus grâce aux collecteurs d'airs du XIXe siècle, mais la datation pose encore des questions. Sur le plan architectural, les styles gothique et Renaissance cohabitent. C'est d'abord dans la création de vitraux que le style Renaissance commence à percer avant de s'imposer plus tard aux sculptures puis à l'architecture. Les résidences seigneuriales et celles de riches marchands marquent ces évolutions : les décors d'inspiration antique s'imposent à partir du XVIIe siècle ; les cours et enceintes sont détruites au profit de terrasses et de jardins à la française. Les maisons à pans de bois sont progressivement remplacées par des maisons et hôtels en pierres comme à Saint-Malo, Locronan, Roscoff, ou Rochefort-en-Terre.

## Difficultés de la fin duXVIIeà la Révolution

### Affirmation puis érosion de l'absolutisme royal en Bretagne
À partir du règne de Louis XIV, la politique bretonne est marquée par une intervention croissante de l'État allant de pair avec la mise en place d'un absolutisme qui tend à placer toutes les provinces françaises sous l'autorité du gouvernement, mais aussi par les évolutions stratégiques nationales. Le tandem Louis XIV-Colbert va chercher à réduire le poids politique des États afin d'obtenir le financement des guerres menées par la royauté. Malgré l'aide du frère de Colbert, Charles Colbert de Croissy, commissaire du roi aux États de Bretagne, cette politique entraine une résistance des trois ordres : les nobles craignent qu'elle ne nuise à leurs privilèges, les catégories populaires qu'elle ne nuise aux avantages fiscaux de la province, et la bourgeoisie se sent menacée sur ces deux points. L'opposition reste cependant divisée.

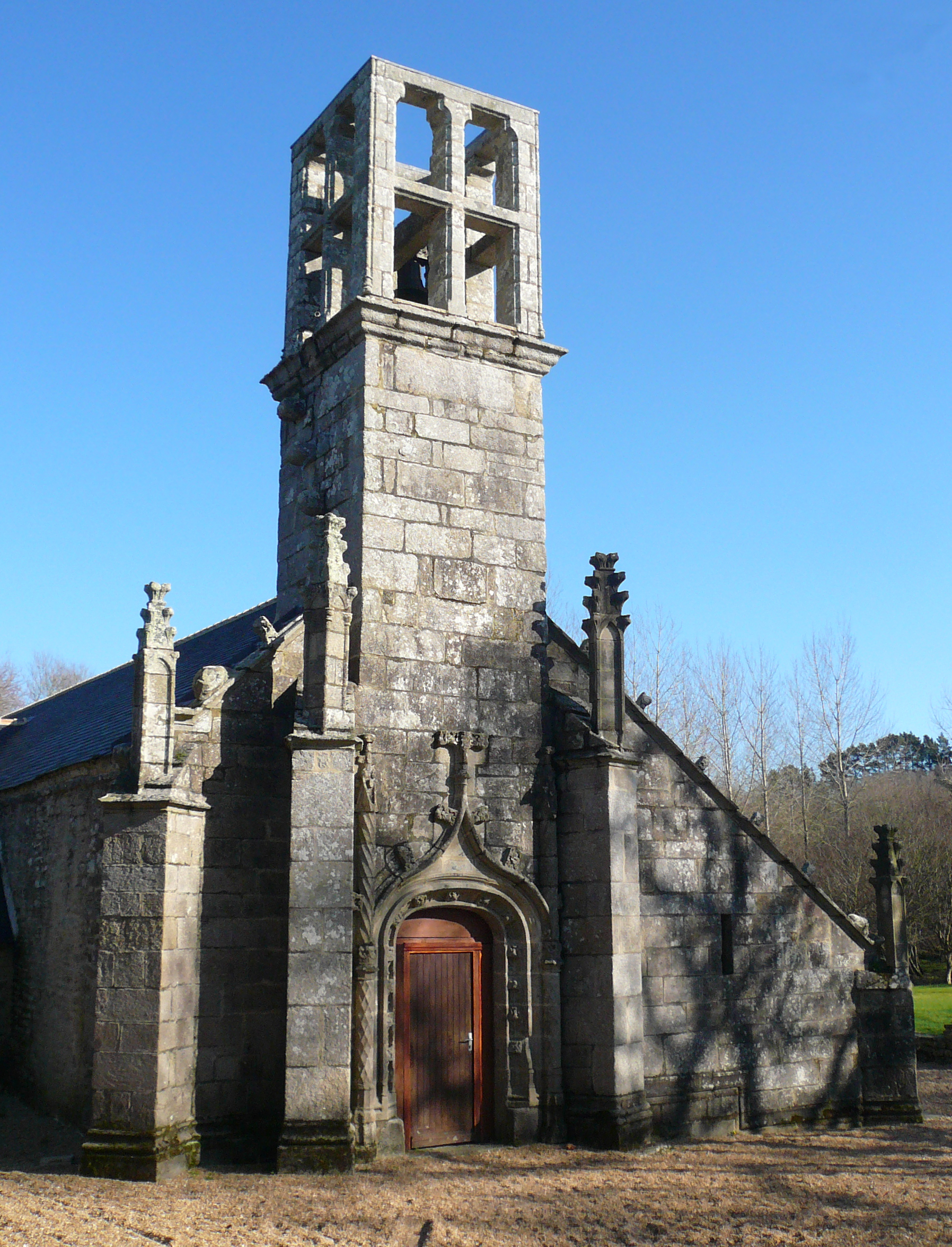
Clocher décapité à Lanvern, conséquence de la révolte des Bonnets rouges.

Cette résistance va connaître un pic avec la révolte des Bonnets rouges en 1675. Alors que la Guerre de Hollande commencée en 1672 s'avère plus longue et coûteuse que prévu, des mesures fiscales touchant nobles et paysans sont prises pour faire rentrer de l'argent dans les caisses royales. Les États de Bretagne, où domine la noblesse, tentent en 1674 de racheter avec des dons gratuits les édits royaux à l'origine de ces taxes, mais ceux-ci sont rétablis dès l'année suivante sans qu'ils ne soient consultés. Des troubles éclatent alors un peu partout en Bretagne, menés par certains parlementaires mais aussi par des bretons plus modestes. Le duc de Chaulnes, gouverneur de la province, ne parvient pas à faire revenir le calme et les troupes royales doivent intervenir. Politiquement la répression se fait à différents niveaux : le parlement de Bretagne quitte Rennes pour Vannes où il est exilé de 1675 à 1690 ; le gouverneur est secondé puis remplacé par une intendance qui est mise en place en 1689 ; et en guise de représailles, les clochers sont abattus dans les villages ou le soulèvement a été le plus fort. Les États de Bretagne ne sont par la suite plus capables de s'opposer à la mise en place de nouveaux impôts : la capitation est instaurée en 1694, le dixième instauré en 1710 est remplacé par le vingtième en 1749 et 1756. La répartition de ces impôts reste cependant fixée par les États, qui en font retomber la plupart sur le monde paysan.
Sur le plan économique la région doit aussi subir les conséquences de la politique royale : le protectionnisme mis en place par Colbert entraine la mise en place d'une politique similaire en Angleterre, ce qui coupe les débouchés bretons pour plusieurs produits comme les toiles. Le trafic des grands ports et le cabotage sont aussi touchés lors des guerres contre l'Angleterre, cette dernière ayant la maitrise des mers. Ce mécontentement contre la fiscalité est à l'origine de la conspiration de Pontcallec entre 1718 et 1720, soutenue par la petite noblesse mais pas par la population.
La mort de Louis XIV en 1715 entraine le début d'une ère de reconquête de pouvoir du côté breton. Ne pouvant s'opposer efficacement à la mise en place d'impôts nouveaux, les États parviennent cependant à les conditionner à l'obtention de droits nouveaux, ce qui procure à la Bretagne des avantages administratifs et financiers inédits dans le royaume. Cette politique de marchandage  devient particulièrement intense à partir de 1750, et culmine avec « l'affaire de Bretagne » qui voit s'opposer de 1760 à 1774 un Parlement mené par La Chalotais et le duc d'Aiguillon, commandant en chef de Bretagne. Ce dernier doit finalement se retirer en 1768, au profit du Parlement. Localement les États connaissent cependant une division grandissante entre la noblesse et le Tiers état, marquée surtout après 1776 et qui préfigure la journée des bricoles de 1789.

### Contractions et reconversions économiques

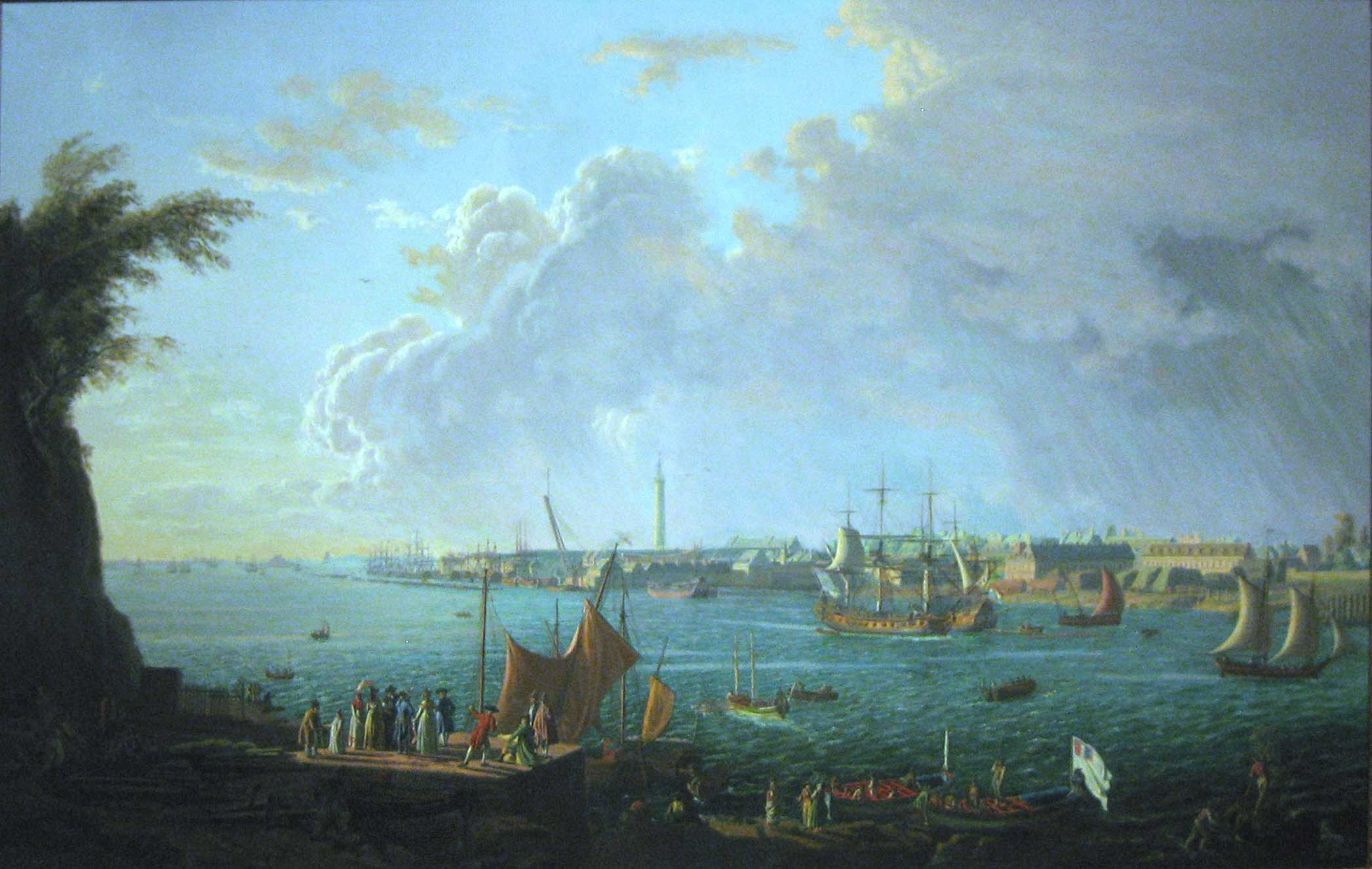
Créé en 1666, Lorient se hisse dès le XVIII parmi les premiers ports bretons.

Dans le domaine maritime, la Bretagne conserve sa place au niveau français. La flotte bretonne représente en tonnage 25 % de celle du royaume et 35 % en termes de construction navale sur la période 1762-1785. Sur le plan commercial, Lorient nouvellement créé se hisse dans un trio de tête composé par ailleurs de Nantes et de Saint-Malo, alors que les petits ports restent aussi nombreux. Morlaix tombe en décadence après plusieurs échecs d'expéditions commerciale vers Terre-Neuve ou l'Amérique du Sud. Globalement un phénomène de concentration est perceptible, rendu nécessaire par la hausse des capitaux nécessaires pour se lancer dans des opérations commerciales de plus grandes ampleurs. Nantes, favorisé par son éloignement en cas de guerre et par un arrière-pays favorisant ses débouchés, se hisse à la seconde place française derrière Bordeaux. Le port est aussi le premier port négrier de France, les navires nantais ayant transporté entre 310 000 et 350 000 esclaves sur un total d'environ 400 000 pour l'ensemble des ports bretons. La pêche connaît aussi des évolutions notables : la pêche à la morue connaît le même phénomène de concentration des capitaux que le commerce, privilégiant Saint-Malo ainsi que la baie de Saint-Brieuc ; la pêche à la sardine se développe principalement sur la côte sud, du Conquet au Croisic et particulièrement à Douarnenez, Concarneau et Belle-Île-en-Mer.

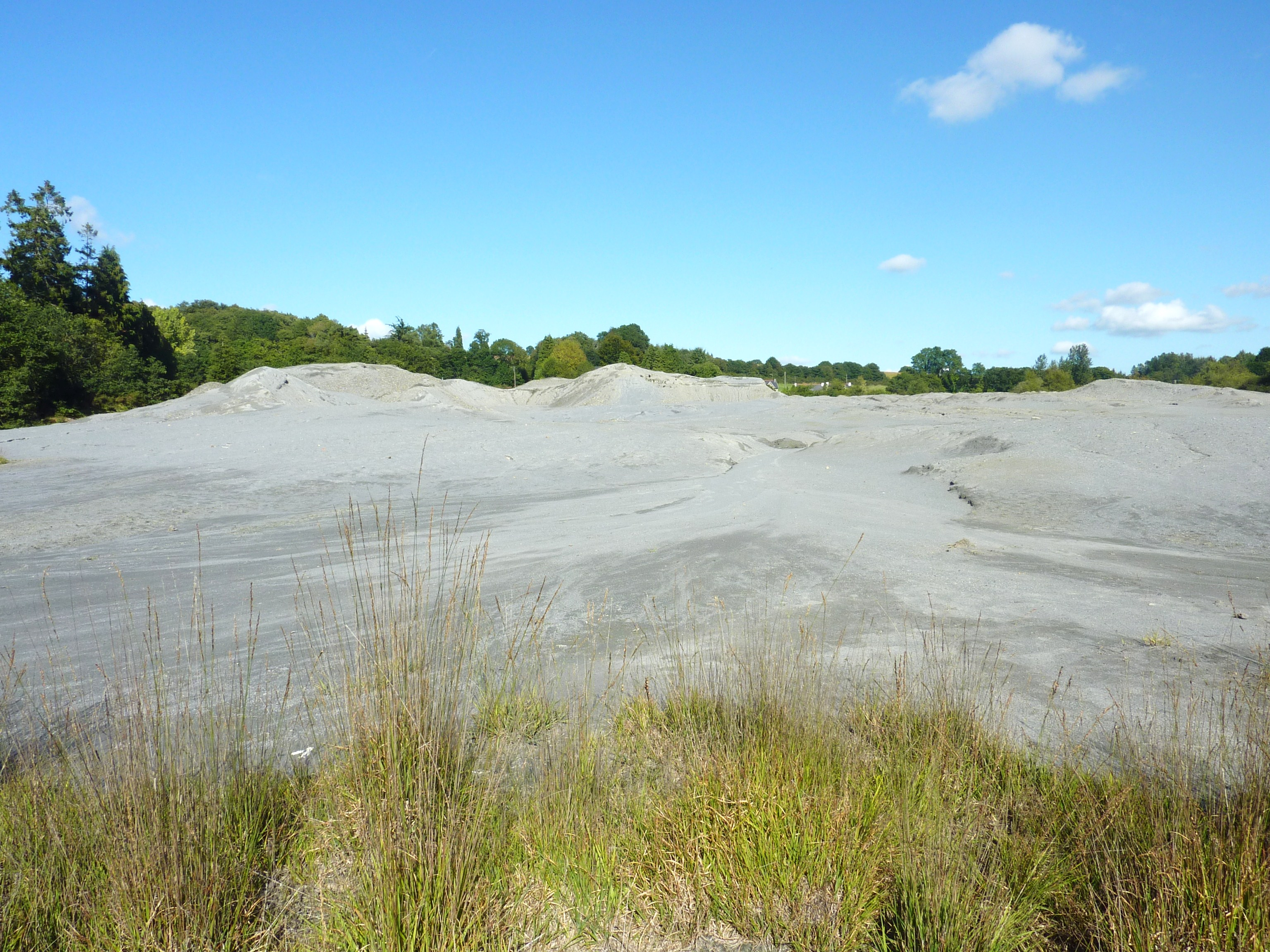
Terril de l'ancienne mine de plomb argentifère de Poullaouen.

Dans le domaine industriel la Bretagne reste tournée essentiellement vers la production de toiles, tout en connaissant un certain développement de son industrie minière. Son industrie textile doit cependant composer avec les guerres et la perte consécutive de son débouché anglais. L'industrie drapière concentrée autour de Josselin, Ploërmel et Malestroit triple en valeur entre 1733 et 1778 en écoulant sa production grossière auprès des paysans locaux. Les régions productrice de toiles de lin grossières comme Morlaix et Landerneau, dont les clients étaient anglais, tentent d'écouler leurs productions en Espagne, mais sans parvenir au XVIIIe siècle à atteindre la moitié de la production atteinte au XVIIe siècle. À l'opposé, des toiles de meilleurs qualités produite dans l'arrière pays de Saint-Brieuc parviennent à s'écouler davantage, principalement en Amérique du Sud grâce à la mise en exploitation dans ces régions de mines d'or et d'argent. Cependant cette région ne voit pas l'apparition de riches marchands comme les juloded du Léon du siècle précédent, et subit les effets de la guerre d'indépendance des États-Unis à partir de 1775. Les toiles de chanvre, concentrées dans une région allant de Saint-Malo à Vitré, trouvent un nouveau débouché en Afrique et dans les Antilles et leurs valeurs doublent entre 1751 et 1775. Nantes connaît aussi le développement de cotonnades et de toiles peintes, autorisées en France à partir de 1759. La région produit au moment de la révolution 120 000 pièces par an, contre 180 000 pour Paris. Dans le domaine minier, les mines de plomb argentifère de Pontpéan et de Poullaouen assurent un sixième des besoins en plomb du pays et représentent 0,4 % de la production mondiale d'argent. La région ne bénéficie cependant pas de ces exploitations, car les capitaux étant principalement détenus par des Parisiens, les bénéfices ne restent pas en Bretagne. Les cadres comme les techniciens étrangers sont en outre à l'origine de réactions xénophobes dans la population.
L'agriculture connaît des progrès en France, mais la Bretagne reste à l’écart de ces évolutions. La noblesse bretonne n'a en effet pas cherché à introduire de nouvelles méthodes couteuses, préférant augmenter leurs revenus par la hausse de leurs droits seigneuriaux, et l’apport d'engrais marin à l'intérieur des terres est contrarié par le médiocre réseau de transport de l'époque. Les céréales conservent une place importante sans pour autant connaître de gains de productivité. La population de la province continuant de progresser, il en résulte une hausse des prix, plus importante au XVIIIe siècle en Bretagne que dans le reste de la France du nord. Les cultures maraichères connaissent, elles, une progression dans la ceinture dorée ainsi que qu'autour de Nantes et de Rennes. Dans la seconde moitié du XVIIIe siècle le pommier à cidre se popularise de plus en plus vers l'ouest de la Bretagne, et le cidre tend à remplacer presque complètement les vins parmi les boissons paysannes. Parallèlement, la vigne se replie autour de la région de Nantes. L'élevage des chevaux se développe de façon importante, surtout dans le Léon, de même que celui des moutons de pré salé dans la baie du mont Saint-Michel.

### Une société en évolution et des centres urbains en mutation
La population évolue plus faiblement au XVIIIe siècle, connaissant une hausse de 10 % entre 1680-1690 et 1789 contre 30 % pour la population française dans le même temps. En Bretagne, la population passe ainsi de 2 millions à 2,2 millions d'habitants sur cette période, et après avoir connu un pic à 2,3 millions d'habitants en 1770. La région connaît deux crises démographiques pendant cette période, en 1693-1694 et en 1741-1743, mais aussi  à partir de 1760 à cause d'un solde naturel négatif. La baisse du niveau de vie des couches populaires les rend plus exposées aux mauvaises récoltes et aux épidémies qui se développent sur cette période. La variole, le typhus, la  typhoïde ou la dysenterie touchent aussi ponctuellement la région, parfois introduites par les équipages de navires revenant de l'étranger. Le faible essor démographique est absorbé par les villes. À l'exception de Saint-Malo qui passe de 25 000 habitants à 15 000 entre 1690 et 1750, les autres villes voient leur population augmenter : Nantes compte entre 80 000 et 90 000 habitants en 1789, Rennes entre 40 000 et  45 000, Brest environ 40 000 et Lorient entre 20 000 et 25 000 habitants.
Le monde urbain se métamorphose sous l'action combinée des guerres maritimes que se livrent la France et l'Angleterre de 1688 à 1815, et des fortunes du commerce. La région connaît une quarantaine d'incursions anglaises sur ses côtes entre 1683 et 1783. À partir de la fin du XVIIe siècle les ouvrages défensifs se multiplient autour des principaux ports. Les abords de Brest, visés en 1694 par un débarquement à Camaret, et de Saint-Malo sont fortifiés en premier ; le sud de la Bretagne suit au XVIIIe siècle à la suite du siège de Lorient en 1746. Le quai de la Fosse à Nantes voit s'installer les hôtels particuliers des riches négociants, Rennes est reconstruite après avoir été ravagée par un incendie en 1720, Brest concentre la moitié de l'activité de construction navale militaire française et Lorient continue son essor. Le mouvement préromantique est perceptible par la construction de folies dans les campagnes environnant les principales villes. Le brassage de population y est assez important, des familles non-bretonnes, notamment venant d'Irlande, de Normandie, ou de Bayonne, venant s'implanter pour le haut commerce. Ces brassages sont moins importants dans les villes plus petites comme Saint-Malo ou Morlaix. Le monde rural reste pour sa part dominé par les pouvoirs seigneuriaux. L'exploitation des paysans par la noblesse s'accentue, ainsi les usurpations comme les impôts augmentent.

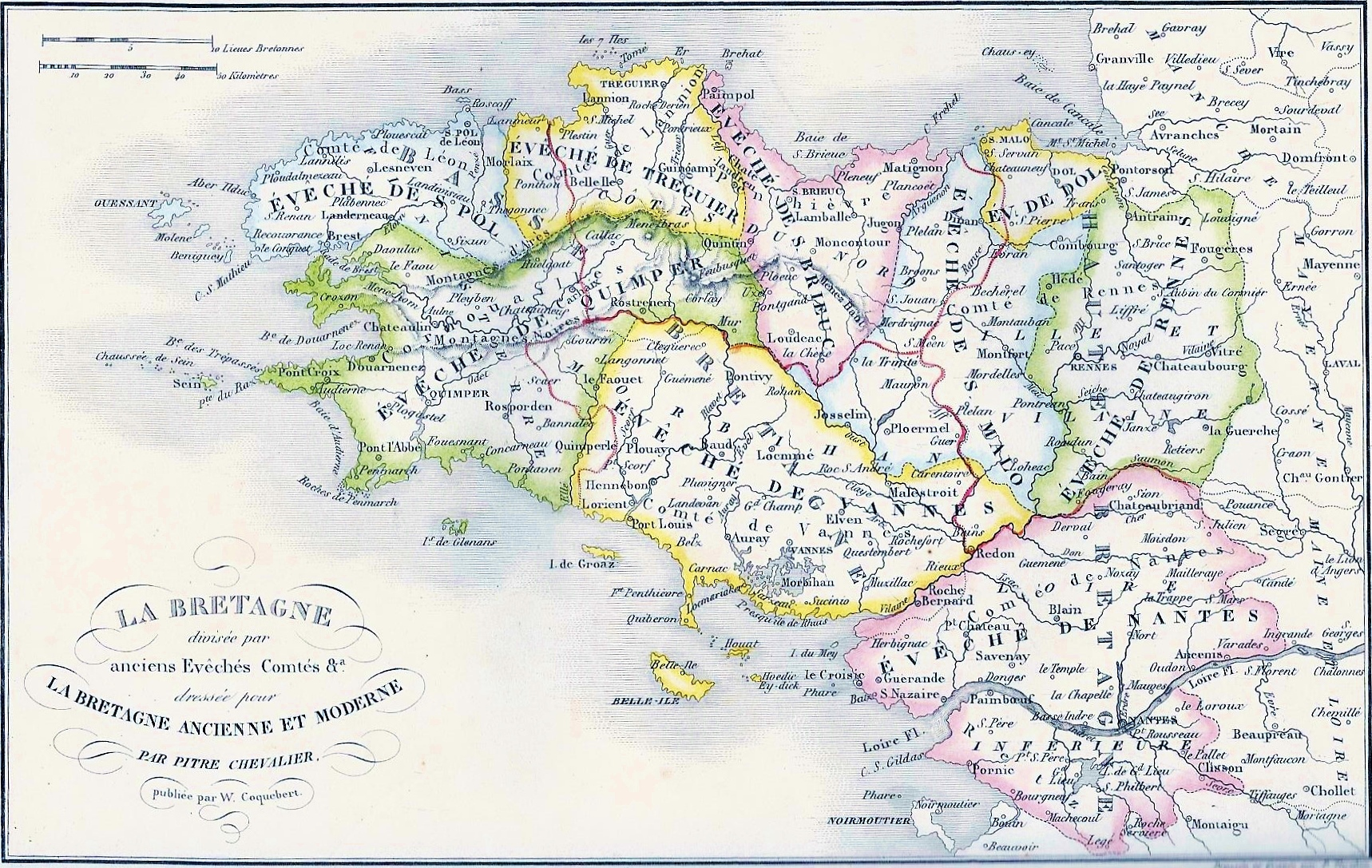
Carte des évêchés bretons d'Ancien Régime (par Pitre-Chevalier dans "La Bretagne ancienne et moderne", 1844).

L'enseignement secondaire, réservé à une minorité majoritairement issue de la moyenne bourgeoisie, est dominé d'une part, par les jésuites qui depuis le siècle précédant et jusqu'en 1763 gèrent trois collèges à Quimper, Vannes et Rennes, et d'autre part, par les oratoriens qui gèrent celui de Nantes. L'université de Nantes est amputée en 1735 de sa faculté de droit qui est transférée à Rennes afin d'être plus proche du Parlement de Bretagne. Un total d'environ 20 000 personnes ont à l'époque accès aux livres et aux nouveautés des Lumières, soit 1 % de la population de la région. Rennes et Brest sont les deux principaux foyers intellectuels de l'époque, les échanges ayant lieu dans des chambres de lecture ou des loges maçonniques. La publication d'ouvrages de plus en plus engagés oblige à partir de 1743 à accentuer le contrôle des libraires et des imprimeurs ; entre 1778 et 1780, 177 000 imprimés (200 titres) sont saisis. En juillet 1784 le premier hebdomadaire breton, « L'Affiche de Rennes », commence à être publiée. Sur le plan linguistique, la zone bretonnante tend à se contracter à l'ouest d'une ligne allant de Saint-Nazaire à Saint-Brieuc et passant par Josselin et Loudéac. Elle regroupe environ 42 % de la population provinciale, soit environ un million de locuteurs. En dehors des deux foyers de francisation que sont Brest et Lorient, cette zone est homogène. À l'Est, les villes de haute-Bretagne comptent des foyers bretonnants, constitué d'émigrés de Basse-Bretagne.
La structure sociale reste divisée en trois ordres. La noblesse compte 25 000 personnes, soit près d'1 % de la population bretonne, et se concentre à 56 % sur 20 % du littoral. La vieille noblesse d'origine médiévale est la plus importante ; seules 303 familles sont anoblies au XVIIIe siècle. Cette classe a une influence importante sur l'économie ; sa richesse s'accroit lors de ce siècle. Le clergé recrute essentiellement dans la moyenne et petite bourgeoisie, ainsi que dans la partie aisée de la paysannerie ; la noblesse ne fournit que 10 % de son effectif. Le tiers état compte pour 98 % de la population bretonne. Issue de celle-ci, une bourgeoisie de plus en plus nombreuse et instruite s'oppose à la noblesse dans un processus qui va aller en grandissant jusqu'à la Révolution française.

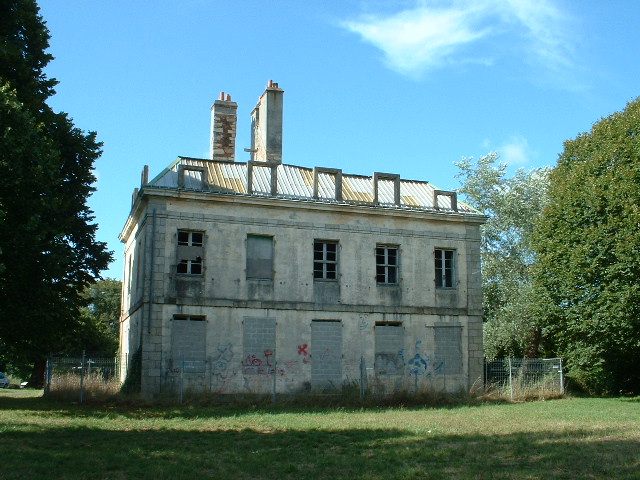
Le château de Soye, folie dans la région de Lorient.
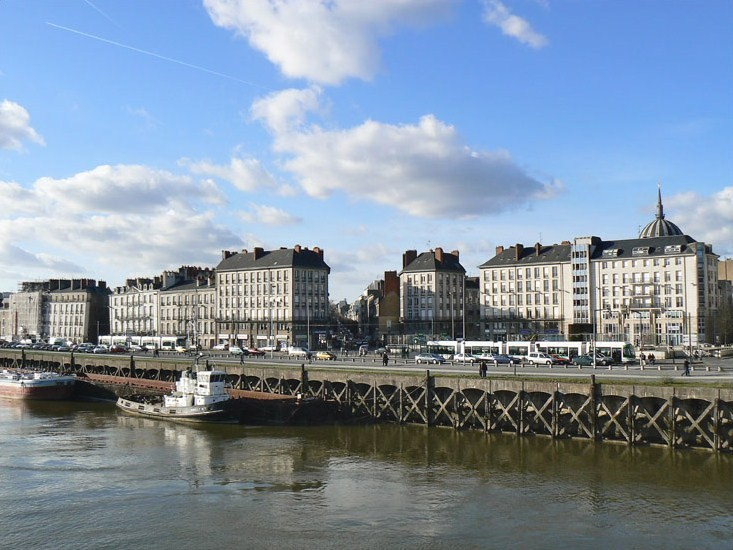
Le quai de la Fosse à Nantes, avec ses maisons de négociants.
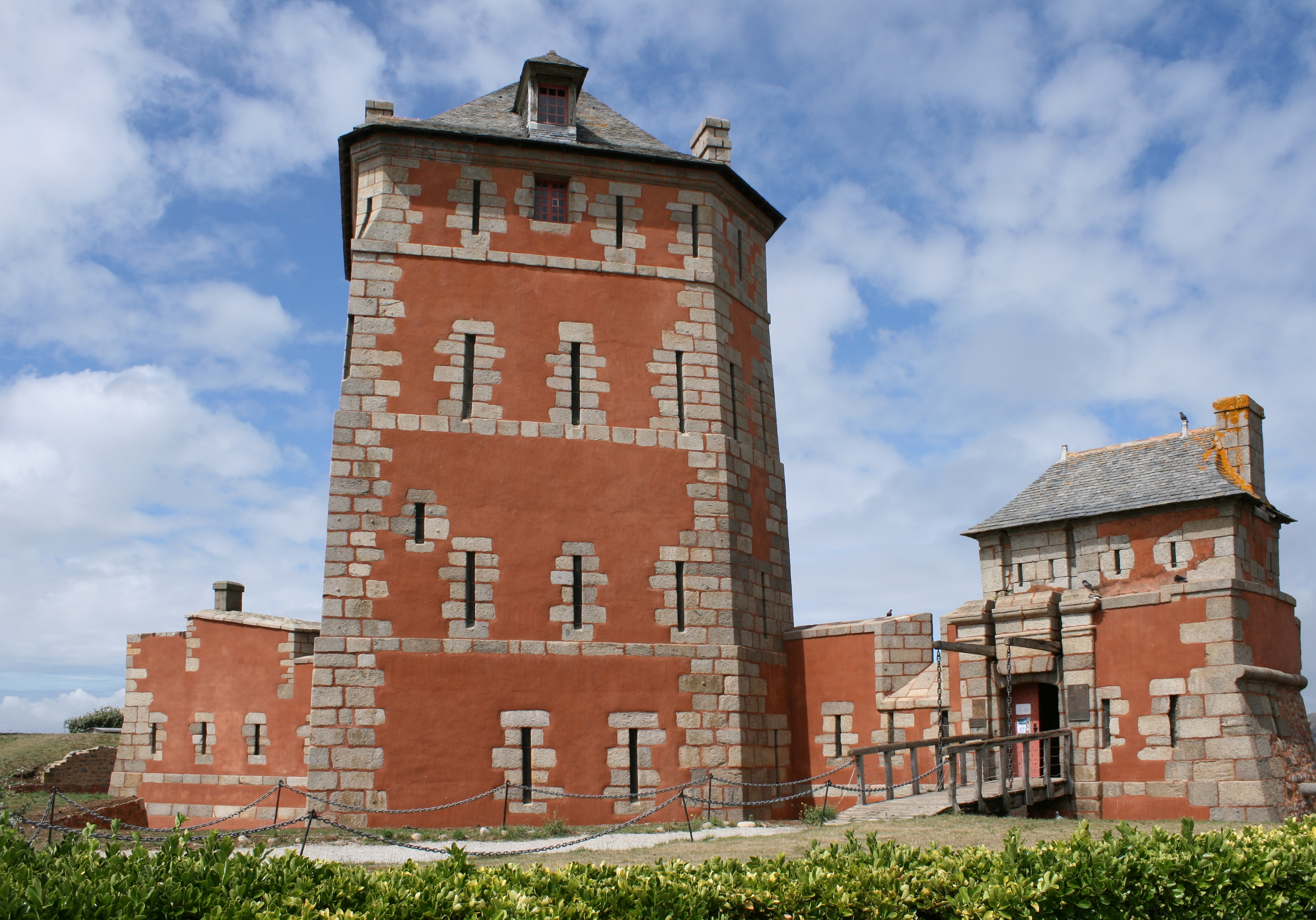
La tour Vauban construite à Camaret-sur-Mer pour protéger la rade de Brest.
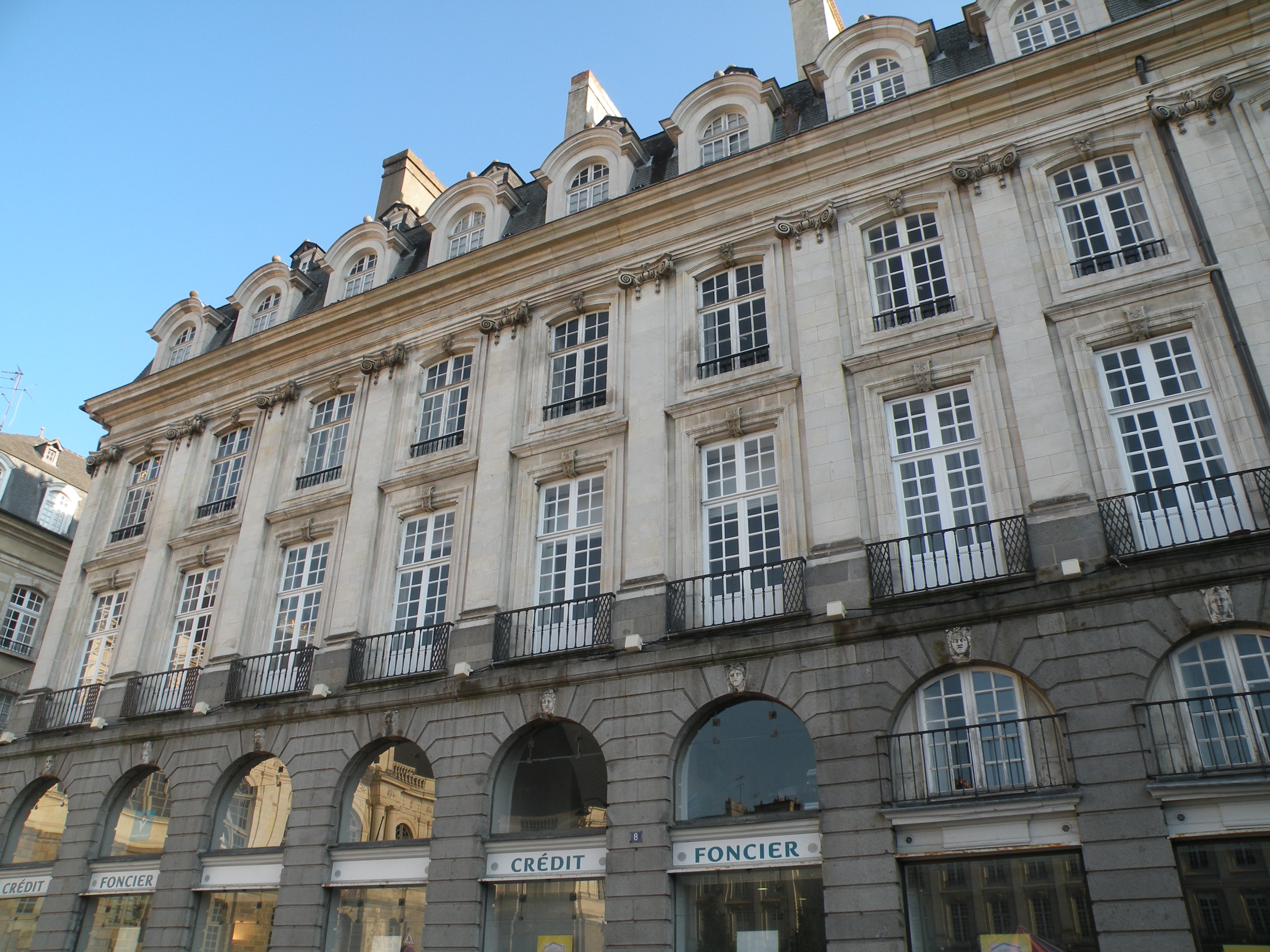
Immeuble de la place du Parlement-de-Bretagne, construit à Rennes après l'incendie de 1720.

## Sources